# Foula

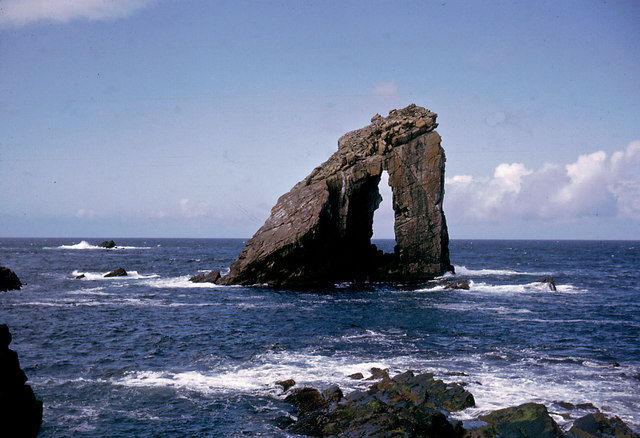
Scogliere a Foula

Foula (in norreno Fuglaey, "isola degli uccelli", in norvegese Fugløy, "isola degli uccelli", in gaelico scozzese Fughlaigh) nelle isole Shetland in Scozia, è una delle isole permanentemente abitate più remote del Regno Unito. Posseduta sin dall'inizio del XX secolo dalla famiglia Holbourn, l'isola fu il set del film Ai confini del mondo. La nave RMS Oceanic naufragò sulla vicina Shaalds of Foula.

## Geografia
Foula è un'isola brulla ma spettacolare dell'Oceano Atlantico, situata a 20 miglia ad ovest di Walls nelle Shetland. Misura circa 4 km per 5,6 km, con una spiaggia a livello del mare sul versante orientale. Con un'estensione di 12,7 km², risulta la settima isola, nonché la più occidentale dell'arcipelago delle Shetland. Partendo dai bassi scogli sul lato est, si sale fino a scogliere alte tra i 150 e i 365 metri a picco sul mare sul versante occidentale. L'isola conta cinque picchi, che variano dai 418 metri di Sneug fino ai 376 metri di Kame. Sul lato nord si trova Gaada Stack, un arco naturale. Foula sorge alla stessa latitudine di San Pietroburgo.

### Geografia fisica
Una scogliera nascosta, la Hoevdi Grund o the Shaalds o' Foula, si trova poco oltre 3 km ad est di Foula, tra l'isola e Mainland. Le maree qui possono raggiungere i 12 nodi (22 km/h) e dato che la scogliera arriva fino a poche decine di centimetri dalla superficie, rappresenta un grande pericolo per le imbarcazioni.

## Demografia
Foula ha una popolazione di 38 persone, che vivono ad Hametown e Ham. Gli isolani, in passato, conducevano una vita da pescatori, prima di pesce e in seguito anche di aragoste. Oggi, gran parte degli abitanti sono artigiani oppure si dedicano all'ovinicoltura o al turismo ornitologico.

## Etimologia
Il toponimo Foula deriva dal norreno e significa "isola degli uccelli".

## Storia

### Preistoria
Foula è abitata fin da 5000 anni fa. Tra il 2006 e il 2008, la Bath & Camerton Archeological Society fece diversi viaggi verso Foula per studiare i suoi menhir preistorici; nel 2006, fu inoltre scoperto un particolare cerchio di pietre a Da Heights, a nord di Foula. Un'ulteriore investigazione lanciata nel 2007 rivelò che la costruzione in pietra sub-circolare fu realizzata dall'uomo intorno all'anno 1000 avanti Cristo, con forma ellittica e con l'asse diretto verso il solstizio di metà inverno.
Nell'800 d.C. vi insediò una popolazione di origine nord-germanica. La presenza nordica ha lasciato tracce in toponimi dell'isola quali Guttren, Krugali e Nordehus.

### XV-XIX secolo
Nel 1490 le proprietà della famiglia Ciske furono divise e Vaila e Foula divennero proprietà di Alv Knutsson. I Ciske, tuttavia, erano norvegesi e dato che la Scozia aveva annesso le Shetland alcuni decenni prima, vi furono alcune rivendicazioni sulla proprietà dell'isola, anche se confuse e confliggenti.
Foula rimase con il calendario giuliano quando il resto del Regno di Gran Bretagna adottò il calendario gregoriano nel 1752; l'isola aderì al calendario giuliano mantenendo il 1800 come anno bisestile, ma non osservò il 1900 come anno bisestile. Di conseguenza, oggi Foula si trova un giorno avanti rispetto al calendario giuliano, e 12 giorni indietro al gregoriano, pertanto celebra il Natale il 6 gennaio gregoriano e il Capodanno il 13 gennaio gregoriano.
Nel 1720 un'epidemia di vaiolo colpì le duecento persone che abitavano Foula; dato che gli isolani erano così isolati dal resto del mondo, non avevano l'immunità al vaiolo, diversamente dalla maggior parte dei popoli dell'Europa settentrionale dell'epoca, pertanto nove persone su dieci morirono a Foula per via dell'epidemia.
Lo scrittore e giornalista John Sands visse a Foula e Papa Stour per un periodo verso la fine del XIX secolo. Combatté duramente contro il sistema dello scambio di merci che era prevalente sull'isola e disegnò vignette politiche per deriderne le deficienze. In una vignetta, disegnò una bellissima giovane donna che veniva strangolata da un boa con la scritta "proprietario terriero", che veniva guardato da altri rettili chiamati "missionario", "laird" e "scambio".
L'isola di Foula fu uno degli ultimi luoghi dove veniva parlata la lingua norn (anche se alcuni sostengono che Walter Sutherland di Skaw su Unst fu l'ultimo a parlarla), e il dialetto locale è fortemente influenzato dall'norreno.

### XX secolo

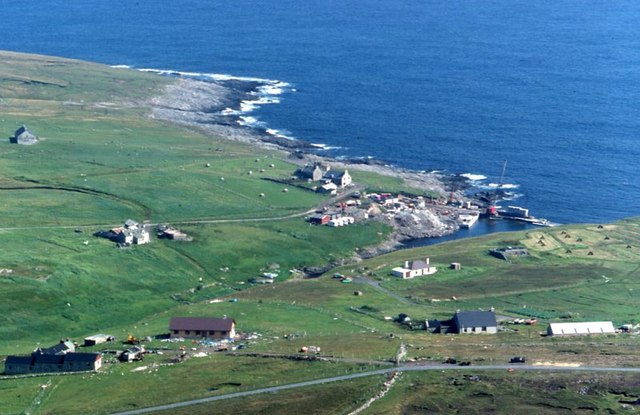
Ham su Foula.

Il professor Ian S. Holbourn, ultimo laird di Foula, descrive il disastro dell'8 settembre 1914, quando la White Star Line RMS Oceanic colpì Shaalds o' Foula, naufragando completamente in due settimane. Holbourn si imbarcò poi sulla RMS Lusitania.
Il nipote del professore, Robert Holbourn, un architetto navale, funse da "Peet Marshal" per l'isola per diversi anni. La torba è una risorsa scarsa ma di valore per il riscaldamento e per i carburanti nelle Shetland; la sua lavorazione richiede abilità, che richiede anni di esercizio. I più abili lavoratori di torba dell'isola divennero noti come i "tagliatori" e, nello spirito della miglior tradizione di Foula, tutti gli uomini di statura massiccia sono oggi definiti come "buon partito" per le donne che non hanno un tagliatore in famiglia.
Simon Martin, che abitò sull'isola per cinque anni durante il suo racconto del naufragio dell'Oceanic, descrive l'isola come segue:

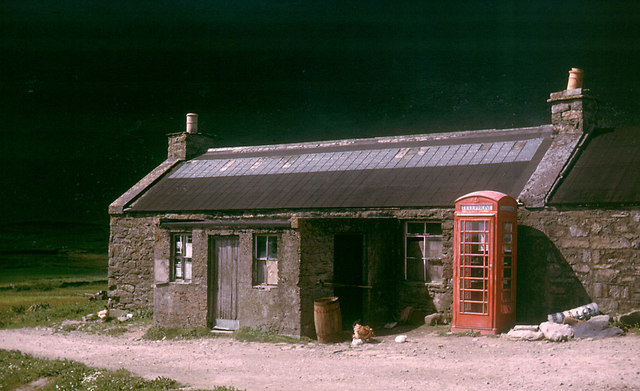
L'ufficio postale di Foula nel 1964

"Foula, o Ultima Thule, come era conosciuta fin dai romani, si innalza fuori dall'acqua, e i suoi cinque picchi, Noup, Hamnafield, Sneug, Kame e Soberlie sono chiaramente visibili nella loro peculiarità fin da Mainland. Le scogliere del lato occidentale competono con quelle di Saint Kilda per il titolo di più alta scogliera della Gran Bretagna, 370 metri di solida roccia che torreggia sul mare
"Foula, o Fughley come era anche nota in passato, significa letteralmente 'Isola degli Uccelli', con una popolazione stimata di mezzo milione di esemplari di diverse razze, che condividono le rocce con gli abitanti. La superficie dell'isola consiste di una torbiera su roccia."
Nel 1986 fu costruito un faro sul margine meridionale dell'isola. Originariamente alimentato con acetilene gas, oggi è stato convertito all'energia solare e all'eolico.

## Fauna
Nell'isola è presente un'avifauna, che comprende la pulcinella di mare, l'alca torda, il fulmaro, ecc.

## Cultura e arti

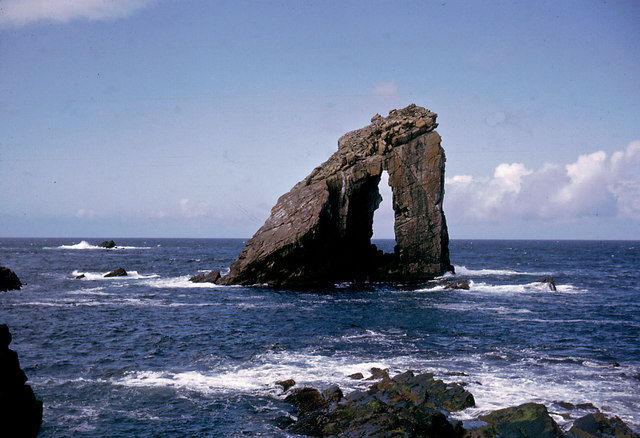
Gaada Stack, Foula

### Film
- Il film di Michael Powell Ai confini del mondo (1937) è una drammatizzazione basata sulla storia vera dell'evacuazione degli ultimi 36 abitanti della remota isola di Saint Kilda il 29 agosto 1930. Saint Kilda si trova nell'Oceano Atlantico, 64 km a ovest-nordovest di North Uist, nelle Ebridi Esterne; gli abitanti parlavano il gaelico scozzese. Powell non riuscì ad ottenere i permessi a filmare su Saint Kilda; nonostante questo, girò il film per oltre quattro mesi durante l'estate del 1936 a Foula, dove gli isolani parlavano il dialetto delle Shetland.
- Ai confini del mondo - il ritorno (1978) è un documentario che mostra la riunione del cast originale di "Ai confini del mondo", 40 anni dopo, mentre rivisitano l'isola.

### Folklore, festività e tradizioni
Gli abitanti di Foula preservano molte tradizioni norrene; seguono ancora il calendario giuliano per le celebrazioni natalizie, con tutti gli isolani che si riuniscono in una casa per Yule il 6 gennaio. Capodanno cade il 13 gennaio.

### Poesia
Il poema di Vagaland Da Sang o da Papa men sui pescatori di Papa Stour include un ritornello, "Rowin Foula Doon". Questo si riferisce alla pratica dei pescatori di allineare le proprie imbarcazioni al largo finché le scogliere di Foula non erano più visibili. Ciò portava le barche ad essere a circa 96 km ad ovest di Papa Stour. La ballata tradizionale "Hildina", raccolta su Foula nel 1774, è l'unico poema esistente in lingua norn.

## Trasporti

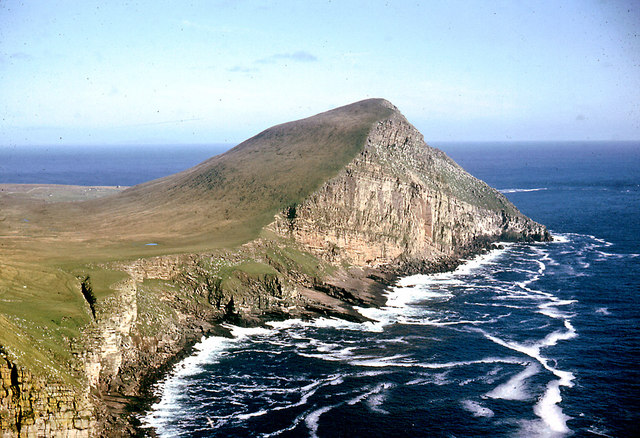
Da Noup, Foula

I traghetti salpano da Ham verso Walls e Scalloway su Mainland, e vi sono voli dal campo volo di Foula verso l'aeroporto di Tingwall (Mainland).
Sull'isola si trova un piccolo porto per le imbarcazioni; l'unica spiaggia si trova al termine di Ham Voe sulla costa orientale; le imbarcazioni locali, incluse quelle postali, devono essere trainate fuori dall'acqua.